# Morten Olsen (piłkarz ręczny)
Morten Olsen (ur. 11 października 1984 w Osted) – duński piłkarz ręczny, reprezentant kraju, grający na pozycji środkowego rozgrywającego. Od 2015 jest zawodnikiem TSV Hannover-Burgdorf.
Uczestnik dwóch igrzysk olimpijskich: (Rio de Janeiro 2016, Tokio 2020), na których zdobył dwa medale – złoty i srebrny.

## Sukcesy

### Reprezentacyjne
Igrzyska olimpijskie:
- Rio de Janeiro 2016
- Tokio 2020

Mistrzostwa świata:
- Niemcy/Dania 2019, Egipt 2021

Mistrzostwa świata U-21:
- Węgry 2005

### Klubowe
Mistrzostwa Danii:
- 2006/2007
- 2009/2010

Puchar Danii:
- 2004/2005
- 2009

Puchar Niemiec:
- 2017/2018

Mistrzostwa Francji:
- 2014/2015

## Nagrody indywidualne
- MVP Mistrzostw Świata U-21 2005